# Kazimierz Świrski
Kazimierz Świrski (ur. 15 kwietnia 1926 w Stołpcach, zm. 4 września 1998 w Świebodzinie) – polski partyzant, żołnierz wileńskiej Armii Krajowej, dowódca świebodzińskiej Podziemnej Armii Krajowej, działającej zbrojnie w latach 1946–1947. W ramach konspiracji pracował w Powiatowym Urzędzie Bezpieczeństwa Publicznego, z którego wykradał dokumenty i informacje dotyczące przyszłych aresztowań. Odpowiadał również za plan ataku na wyżej wymieniony urząd, mający na celu oswobodzenie przetrzymywanych tam więźniów politycznych.
Do Podziemnej Armii Krajowej oprócz Świrskiego należało 5 osób. Do jej głównych zadań należało gromadzenie broni, infiltracja państwowych służb oraz rekrutowanie nowych członków. Podobnie jak inne tego typu organizacje członkowie przygotowywali się na przewidywaną wojnę między krajami zachodnimi, a blokiem wschodnim.
Na skutek donosu złożonego przez sekretarkę UB operacja nie została zrealizowana, a zdekonspirowany dowódca, wraz z trzema innymi osobami, został aresztowany i skazany na podwójną karę śmierci, która pół roku później została zmieniona na dożywocie. Wyszedł na wolność po spędzeniu 15 lat w więzieniach UB, gdzie znęcano się nad nim fizycznie i psychicznie.

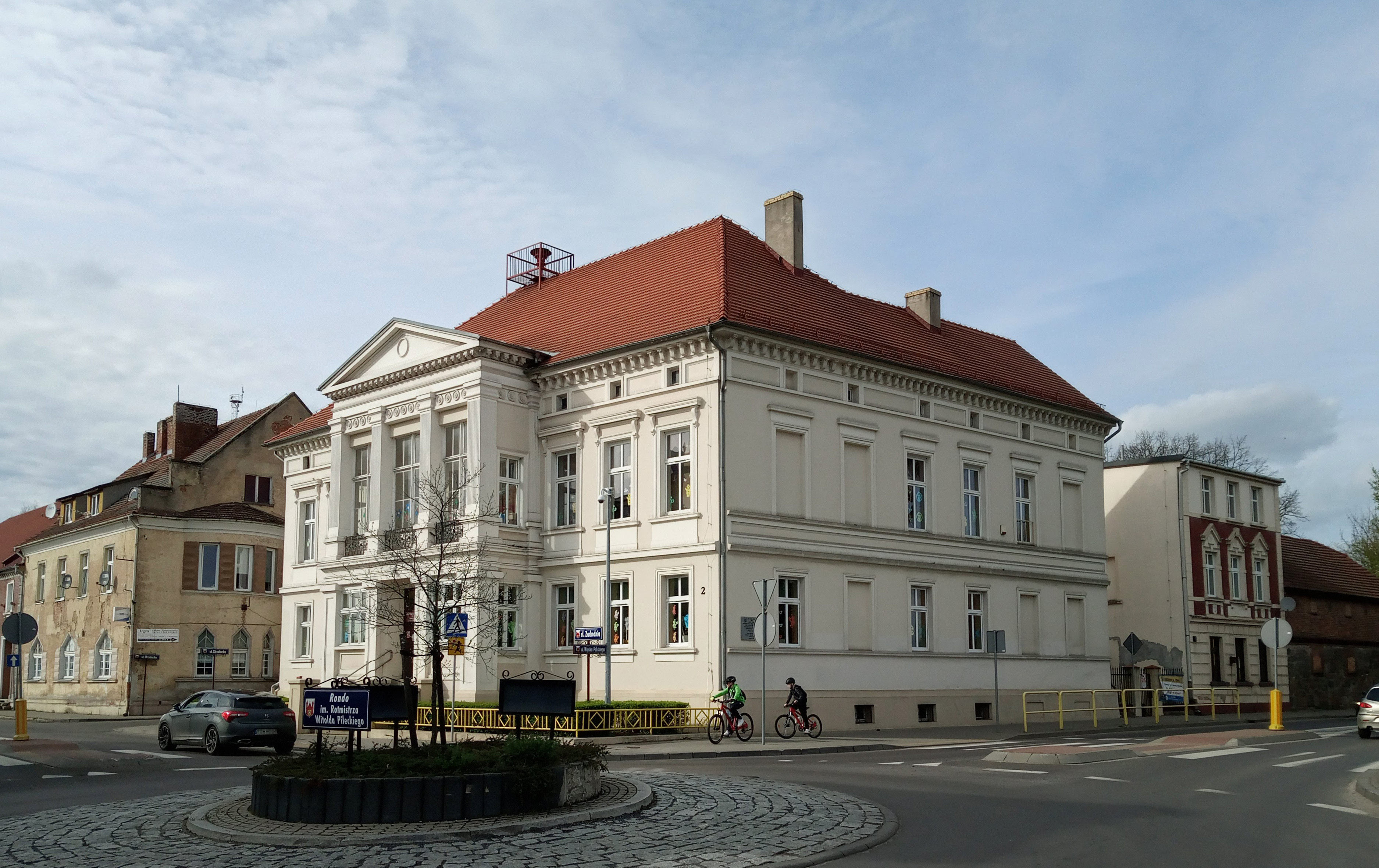
Ulica Zachodnia 2 w Świebodzinie. W latach 1945–1950 znajdowała się tam siedziba Powiatowego UB

W roku 1994 Świrski został w pełni zrehabilitowany, odzyskał stopień oficerski oraz otrzymał awans na porucznika.
10 listopada 1994 został odznaczony Krzyżem Kawalerskim Orderu Odrodzenia Polski za wybitne zasługi na rzecz niepodległości i suwerenności Polski oraz działalność społeczną w organizacjach kombatanckich.
Został pochowany na cmentarzu w Świebodzinie.
9 listopada 2019 roku został upamiętniony w ramach corocznego Tygodnia Patriotycznego w Świebodzinie.
Postać Świrskiego przedstawiona została w programie „Rodziny Wyklętych mają głos” kanału TVP Historia.